# Josías Manzanillo
Josias Manzanillo Adams (nacido el 16 de octubre en San Pedro de Macorís) es un ex lanzador dominicano que jugó en las Grandes Ligas de Béisbol en el periodo 1991-2004.
En 1997, Manzanillo sufrió una terrible lesión mientras lanzaba para los Marineros de Seattle. Sin llevar protector, agarró una línea de Manny Ramírez que se dirigió a su ingle lo que llevó a una operación para extirparle uno de sus testículos.
El 13 de diciembre de 2007, Manzanillo fue uno de muchos atletas mencionados en el detallado Reporte Mitchell por el senador George Mitchell en el que fue acusado de haber usado drogas para mejorar el rendimiento a lo largo de su carrera. En este informe, el ex asistente de los Mets, Kirk  Radomski, aseguró que Manzanillo fue el único jugador que nunca vio tomando esteroides. Ramdomski  le vendió esteroides y Hgh a decenas si no cientos de  jugadores de Grandes Ligas.